# كازوشي ميتسوهيرا
كازوشي ميتسوهيرا (باليابانية: 三平 和司) (13 يناير 1988 في كاناغاوا في اليابان – )؛ هو لاعب كرة قدم ياباني سابق كان يلعب كمهاجم.

## وصلات خارجية
- كازوشي ميتسوهيرا على موقع رابطة كرة القدم اليابانية للمحترفين (اليابانية)
- كازوشي ميتسوهيرا على موقع قاعدة بيانات كرة القدم.إي يو (الإنجليزية)
- كازوشي ميتسوهيرا على موقع Soccerway.com (الإنجليزية)
- كازوشي ميتسوهيرا على موقع عالم كرة القدم.نت (الإنجليزية)